# Tamer Oyguç
Tamer Oyguç (Malatya, 11 gennaio 1966) è un ex cestista turco.

## Carriera
Con la Turchia ha disputato quattro edizioni dei Campionati europei (1993, 1995, 1997, 1999).

## Palmarès
- Campionato turco: 7

Eczacıbaşı: 1987-88, 1988-89
Efes Pilsen: 1991-92, 1992-93, 1993-94, 1995-96, 1996-97
- Coppa Korać: 1

Efes Pilsen: 1995-96